# Charles James Fox
Charles James Fox (ur. 24 stycznia 1749 w Westminster, zm. 13 września 1806 w Chiswick) – brytyjski arystokrata i prominentny polityk partii wigów, zwolennik zniesienia niewolnictwa, niepodległości Stanów Zjednoczonych i rewolucji francuskiej, młodszy syn Henry’ego Foksa, 1. barona Holland of Foxley, i lady Caroline Lennox, córki 2. księcia Richmond i Lennox.

## Wczesne lata życia
Wykształcenie odebrał w Eton College i Hertford College na Uniwersytecie Oksfordzkim. Rozpieszczany przez rodziców, zaczął prowadzić ekstrawagancki i rozrzutny tryb życia. W 1774 r. jego długi wynosiły 140 tysięcy funtów. W tym czasie był również osobą nadającą trendy w modzie. Po podróży po Europie wprowadził w Wielkiej Brytanii modę zapożyczoną z francuskiego dworu – koronki z falbankami, brokat, kosmetyki, czerwone obcasy itd. Taki strój był znakiem rozpoznawczym towarzystwa Macaronich. W wieku 19 lat Fox został przewodniczącym tej grupy. Znał 5 języków i był uważany za znakomitego oratora.

## Początki kariery politycznej
W 1768 r., w wieku zaledwie 19 lat, został członkiem parlamentu, wygrywając wybory do Izby Gmin w okręgu Midhurst. Poparł księcia Grafton w jego sporach z radykałem Johnem Wilkesem. Był wówczas zagorzałym zwolennikiem posiadania przez Wielką Brytanię kolonii w Ameryce Północnej. Na jego cześć nazwano miasto Foxborough w stanie Massachusetts. W 1770 r. lord North mianował Foksa młodszym lordem Admiralicji. Fox zrezygnował z tego stanowiska w styczniu 1772 r., po sprzeciwie wobec Ustawy o Małżeństwach Królewskich. W grudniu otrzymał stanowisko w Skarbie Jego Królewskiej Mości, ale w lutym 1774 r. został zdymisjonowany na polecenie króla Jerzego III.

## Na stanowiskach ministerialnych
Podczas działalności w opozycji poglądy Foksa stały się bardziej radykalne. Dał się poznać jako zwolennik niezależności 13 amerykańskich kolonii od Korony brytyjskiej. Zaprzyjaźnił się z Edmundem Burke’em i zbliżył do frakcji lorda Rockinghama. W 1780 r. wygrał wybory w okręgu Westminster. Na forum Izby Gmin dał się poznać jako zwolennik reform parlamentarnych. W 1782 r., kiedy Rockingham został premierem Wielkiej Brytanii, powierzył Foksowi stanowiska ministra spraw zagranicznych (Fox był pierwszą osobą piastującą to stanowisko) i przewodniczącego Izby Gmin. Na stanowiskach tych Fox utrzymał się do lipca 1782 r., kiedy Rockingham zmarł, a nowym premierem został lord Shelburne.

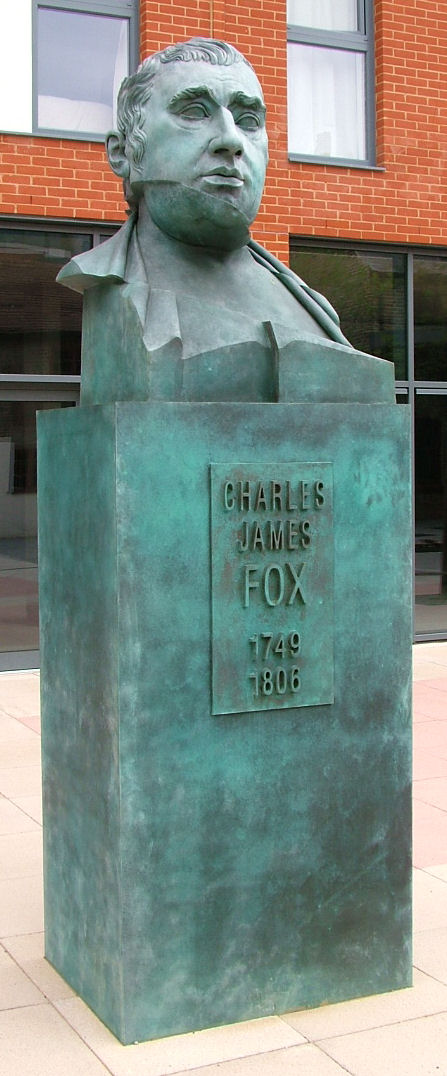
Popiersie Charlesa Jamesa Foksa w Chertsey

Do rządu Fox powrócił w lutym 1783 r., kiedy zawarł koalicję polityczną z lordem Northem. Ponownie otrzymał stanowisko ministra spraw zagranicznych i przewodniczącego Izby Gmin. Razem z Northem sprawowali realną władzę, mimo że oficjalnie premierem był książę Portland. Rząd spotykał się z niechęcią króla Jerzego III, więc obaj politycy zostali zwolennikami księcia Walii. Ostatecznie koalicja Foksa-Northa zakończyła się w grudniu 1783 r., kiedy po upadku projektu ustawy o Indiach Wschodnich autorstwa Foksa naciski stronników króla zmusiły obu polityków do rezygnacji z zajmowanych stanowisk.

## W opozycji
Wybory powszechne 1784 r. były ciężką próbą dla Foksa. Jego pozycja była słaba i tylko rozbudowanej kampanii wyborczej wspieranej przez księżnę Devonshire Fox zawdzięczał minimalne zwycięstwo w okręgu Tain Burghs. Mimo tego wciąż pozostawał wpływową postacią w partii wigów. W 1786 r. powrócił do okręgu Westminster. W 1789 r. poparł rewolucję francuską, co przyczyniło się do rozłamu w parlamencie. Popierający rewolucję, w liczbie 60 deputowanych, pozostali przy Foksie. Pozostali, których była większość, poparli torysa, Williama Pitta Młodszego. Wcześniej, jeszcze w 1788 r., doszło między obydwoma politykami do sporu o to, kto ma sprawować regencję w imieniu chorego króla. Fox popierał regencję swojego przyjaciela, księcia Walii, natomiast Pitt chciał władzę regencyjną zostawić przy Parlamencie.
Fox popierał konstytucję francuską z 3 września 1791 r. i był przerażony egzekucją króla Ludwika XVI. Kiedy w 1793 r. wybuchła wojna angielsko-francuska, Fox krytykował rząd za decyzję o wojnie, postulując prowadzenie negocjacji. Mimo że był w tych działaniach wspierany przez radykałów, ogół społeczeństwa uznawał go za defetystę pozbawionego patriotyzmu. W 1792 r. doprowadził do przyjęcia Ustawy o Zniesławieniu, która przywracała ławie przysięgłych prawo orzekania o winie w sprawach o zniesławienie. Wspomagał również postulaty równouprawnienia katolików i zniesienia niewolnictwa. Popierał plany reformy wyborczej i zniesienia „zgniłych okręgów”, ale sprzeciwiał się powszechnemu prawu wyborczemu, chcąc je ograniczyć do posiadaczy ziemskich. W 1795 r. poślubił swoją długoletnią kochankę, Elisabeth Armistead, aczkolwiek trzymał ten związek w tajemnicy aż do 1802 r.
W 1797 r. większość zwolenników Foksa straciła miejsca w Izbie Gmin. Fox wycofał się wówczas z czynnego życia publicznego i osiadł w wiejskiej rezydencji swojej żony w hrabstwie Surrey. Do czynnego udziału w życiu politycznym wrócił po rezygnacji Pitta w 1801 r. i stał się najzagorzalszym krytykiem europejskiej polityki rządu Addingtona, później drugiego rządu Williama Pitta.

## Ponownie w rządzie
Kiedy w 1806 r. lord Grenville zastąpił Pitta na stanowisku premiera, Fox ponownie został ministrem spraw zagranicznych i przewodniczącym Izby Gmin. Starał się doprowadzić do zawarcia pokoju z Francją, jednakże bezskutecznie. 10 czerwca wygłosił płomienną mowę o przygotowywanej właśnie Ustawie o Zniesieniu Handlu Niewolnikami. Niedługo później poczuł się źle. Jego stan zdrowia szybko się pogorszył. Zmarł 13 września w Cheswick.
Popierana przez Foksa Ustawa o zniesieniu handlu niewolnikami została przyjęta 25 marca 1807 r. Fox w swojej ostatniej woli wyraził życzenie, aby go pochować w Chertsey, gdzie mieszkał przez większość życia. Nie uszanowano jednak jego testamentu i został pochowany w katedrze westminsterskiej, u boku Williama Pitta, który zmarł w tym samym roku. W 2006 r. na stacji kolejowej w Chertsey odsłonięto popiersie polityka.

## Fox w filmie
- Jim Carter zagrał Foksa w filmie Szaleństwo króla Jerzego w reżyserii Nicholasa Hytnera z 1994 r.
- Michael Gambon wcielił się w postać Foksa w filmie Głos wolności Michaela Apteda z 2006 r.
- Simon McBurney zagrał Foksa w filmie Księżna Saula Dibba z 2008 r.